# Méthode de Lumière–Barbier
La méthode de Lumière–Barbier est une méthode utilisée pour l'acétylation des amines aromatiques en solution aqueuse.

## Exemple
La méthode de Lumière–Barbier peut par exemple être utilisée pour acétyler l'aniline. Dans un premier temps, l'aniline est dissoute dans l'eau grâce à un équivalent d'acide chlorhydrique. La réaction acide-base entre les deux protone le groupe amine de l'aniline et forme ainsi l'ion anilium, soluble dans l'eau, alors que l'aniline est elle insoluble :
On ajoute à la solution 1,2 équivalent d'anhydride acétique, puis 1,2 équivalent d'acétate de sodium. L'aniline est le meilleur des nucléophiles présents (meilleur que l'eau et l'acétate), mais sa forme anilium, qui ne possède pas de doublet non-liant, est elle incapable d'attaquer l'anhydride. C'est ici le rôle de l'acétate, qui va déprotonner partiellement l'anilum en aniline et lui permettre d'attaquer l'anhydride. Cette réaction acide-base est limitée, l'hydrochlorure d'anilium ayant à peu près le même pKA que l'acide acétique (environ 4,7), mais elle va produire une source continue d'aniline, d'autant plus facilement que l'aniline ainsi produite va réagir avec l'anhydride :
L'aniline s'additionne ainsi, l'anhydride formant un intermédiaire tétraédrique qui va être déprotoné, aidé en cela par la présence de base (l'acétate de sodium). Le second groupe acétate de l'anhydride sert enfin de groupe partant, formant l'amide final :
Le produit final est l'acétanilide, qui est insoluble dans l'eau, et qui, bien moins basique que l'aniline, ne peut être protonné en produit soluble dans l'eau (son acide conjugué est un acide fort, au pKA inférieur à 0). Il peut donc être filtré sous la forme de cristaux.